# Kanab
Kanab est une ville américaine située dans le comté de Kane, dont elle est le siège, dans l’extrême sud de l’Utah. Le recensement de 2000 a indiqué une population de 3 564 habitants.

## Histoire
Au XIXe siècle, les pionniers mormons, sous l’impulsion de Brigham Young, ont beaucoup œuvré au développement de ce qui n’était alors qu’un avant-poste. Son surnom, Little Hollywood, provient du fait que de nombreux westerns y ont été tournés.

## Habitants célèbres
- Kelly Sweet (1988-) chanteuse

## À noter
L'escargot Oxyloma haydeni kanabensis, menacé de disparition, vit principalement dans les environs de la ville.

Le 21 mars 1968, une photo d ovni a été prise. Photo en couleur prise en plein jour par Fritz Van Nest.

## Source
- (en) Cet article est partiellement ou en totalité issu de l’article de Wikipédia en anglais intitulé « Kanab, Utah » (voir la liste des auteurs).

1. ↑  John Spencer, The UFO encyclopaedia, Headline, 1991 (ISBN 978-0-7472-0273-8)